# アゼルバイジャンの鉄道

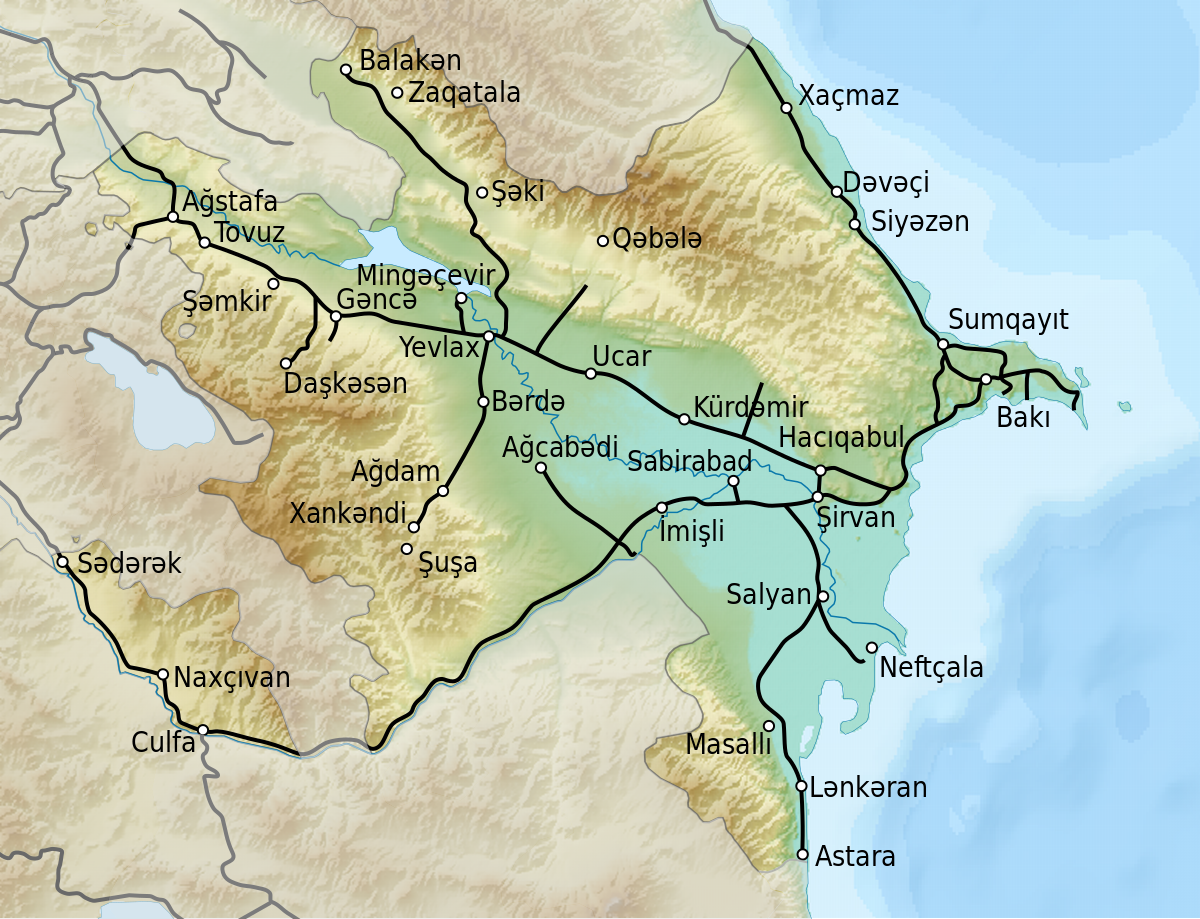
アゼルバイジャンの鉄道網

アゼルバイジャンの鉄道では、アゼルバイジャンにおける鉄道について記す。

## 軌間
アゼルバイジャンの鉄道の軌間は広軌（1,520mm）である。（距離：2,918km）

## 鉄道史
アゼルバイジャン鉄道#歴史参照。

## 事業者
- アゼルバイジャン鉄道

## 隣接国との鉄道接続状況

### アゼルバイジャン（本土）
- ロシア - 接続あり
- ジョージア - 接続あり
- アルメニア - 接続あり、運行なし（国境閉鎖中）。
- イラン - 接続なし。南北輸送回廊の計画あり。
- （ アルツァフ共和国） - 接続あり、運行なし。

- トルクメニスタン：両国間の国境を直接越える鉄道は存在しないが、新バクー港からトルクメンバシ駅を結ぶ鉄道連絡船がある。
- カザフスタン：両国間の国境を直接越える鉄道は存在しないが、貨物船経由で新ユーラシア・ランドブリッジを形成している。

### アゼルバイジャン（ナヒチェヴァン自治共和国）
- アルメニア - 接続あり、運行なし（国境閉鎖中）。
- イラン - 接続あり。軌間が異なる。アゼルバイジャン Julfa ～ イラン Jolfa
- トルコ - 接続なし